# Prometheus (árvore)

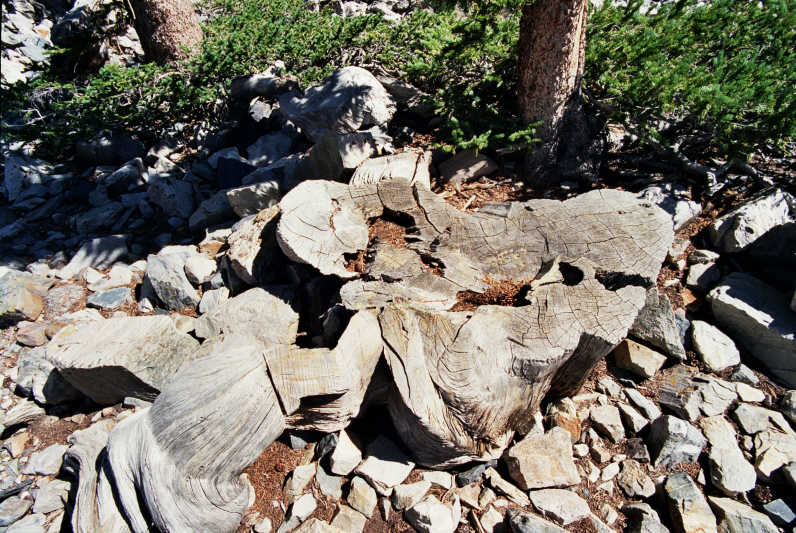
Cepo do Prometheus.

Prometheus (também conhecida por WPN-114) foi o apelido dado ao mais antigo organismo conhecido não-clonal, um pinheiro Pinus longaeva, árvore que cresce perto da linha verde no pico Wheeler no leste de Nevada, nos EUA. Em países de língua portuguesa é mais conhecida pelo nome de Matusalém, como referência ao personagem bíblico homônimo.
A árvore, com pelo menos 4862 anos de idade e, provavelmente, se aproximando dos 5000 anos, foi cortada em 1964 por um estudante de pós-graduação com ajuda do pessoal do Serviço Florestal dos EUA para fins de investigação. Eles não sabiam de sua idade, um recorde mundial, antes do corte. No entanto, as circunstâncias e processo decisório que conduziu a derrubada da árvore permanece controverso, com diferentes versões existentes sobre a decisão de cortar a árvore, nem todos os fatos básicos são acordados por todos os envolvidos. O apelido da árvore se refere à figura mitológica grega de Prometeu, que é um Titã conhecido pela sua idade e também roubou o fogo dos deuses e o deu aos seres humanos. A designação WPN-114 foi dada pelo pesquisador original, Donald R. Currey, e refere-se às 114 amostras da árvore por ele utilizadas na sua pesquisa no condado de White Pine, Nevada.

## Sobre a árvore

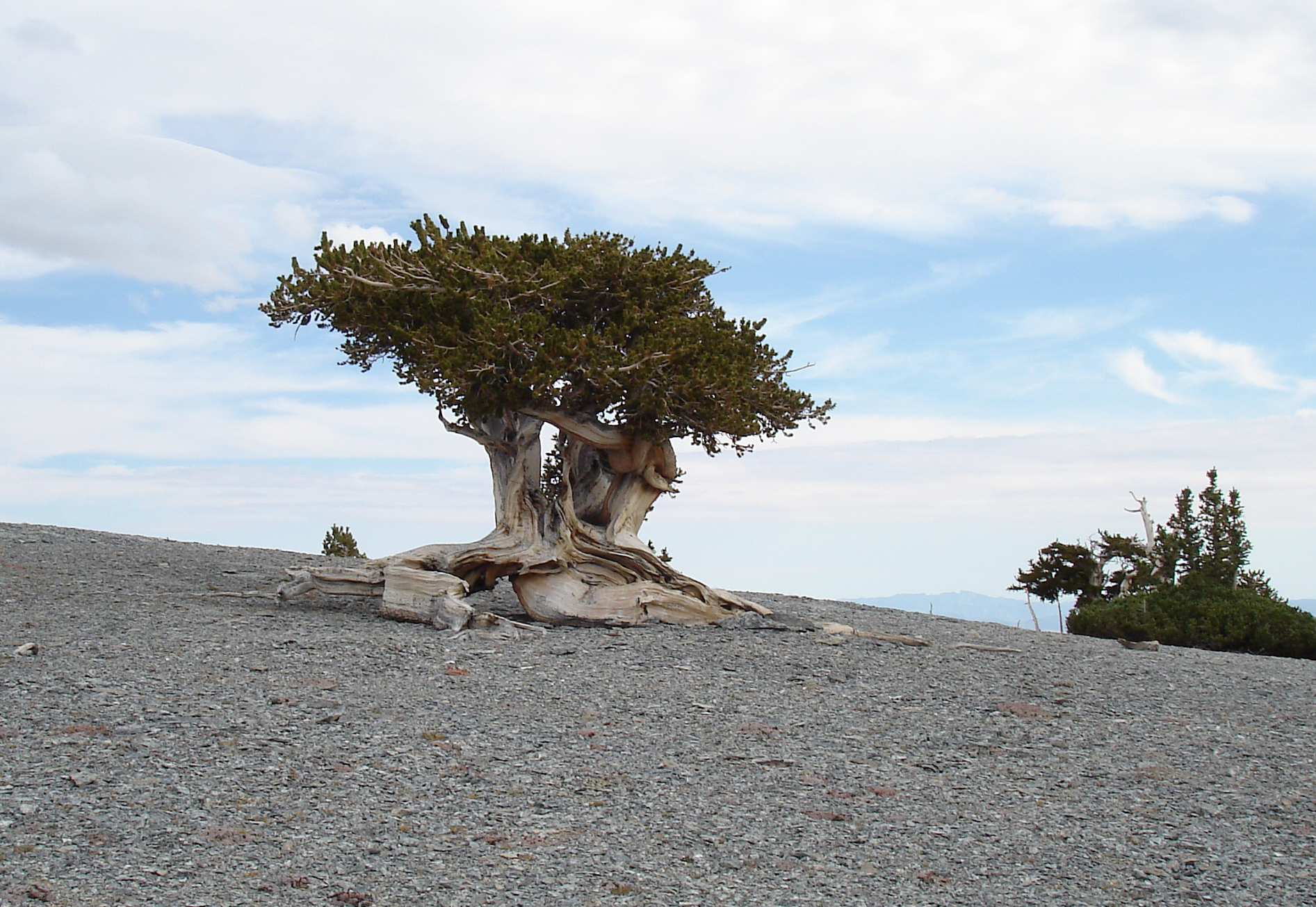
Pinus longaeva no Monte. Washington, no sertão do Parque Nacional da Grande Bacia.

Prometheus era um membro de uma população de pinheiros Bristlecone que crescia perto da linha verde da moreia lateral de uma geleira ex-Wheeler Peak, em que, desde 1986, tem sido o Great Basin National Park, em Nevada oriental. Wheeler Peak é a montanha mais alta na escala de Snake, e a montanha mais alta inteiramente dentro do estado de Nevada. A população de pinheiros Bristlecone sobre esta montanha é dividida em (pelo menos) duas subpopulações distintas, uma delas é acessível por uma trilha interpretativa popular. Prometeu no entanto, cresceu em uma área acessível apenas por caminhadas fora das trilhas. Entre os anos 1958 e 1961, um grupo de naturalistas que admirava o bosque em que a árvore cresceu deu nome a uma série de árvores de maior ou mais distintas, incluindo Prometheus.